# Петров, Николай Андреевич (Герой Советского Союза)

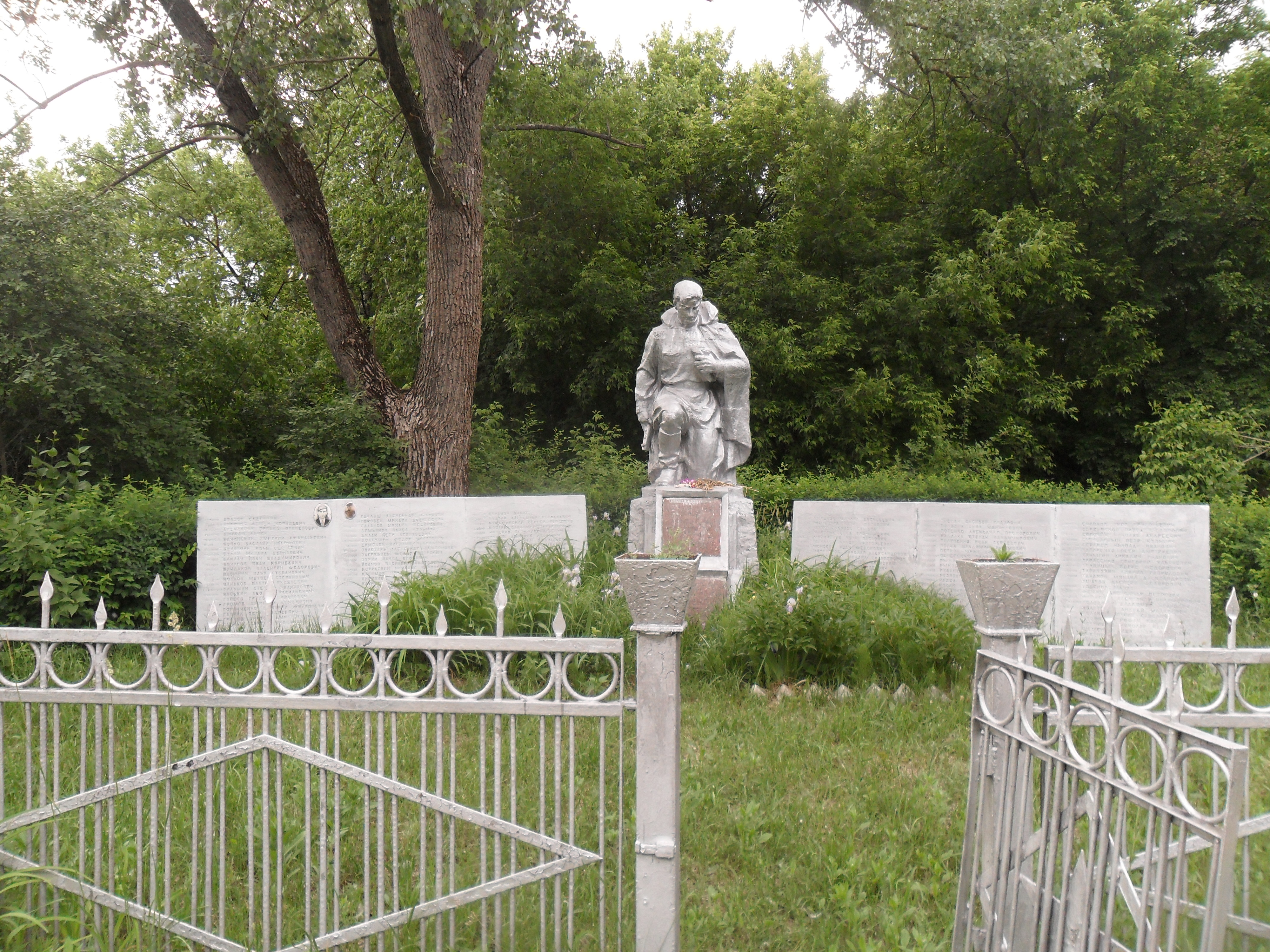
Памятник на братской могиле, где похоронен Петров.

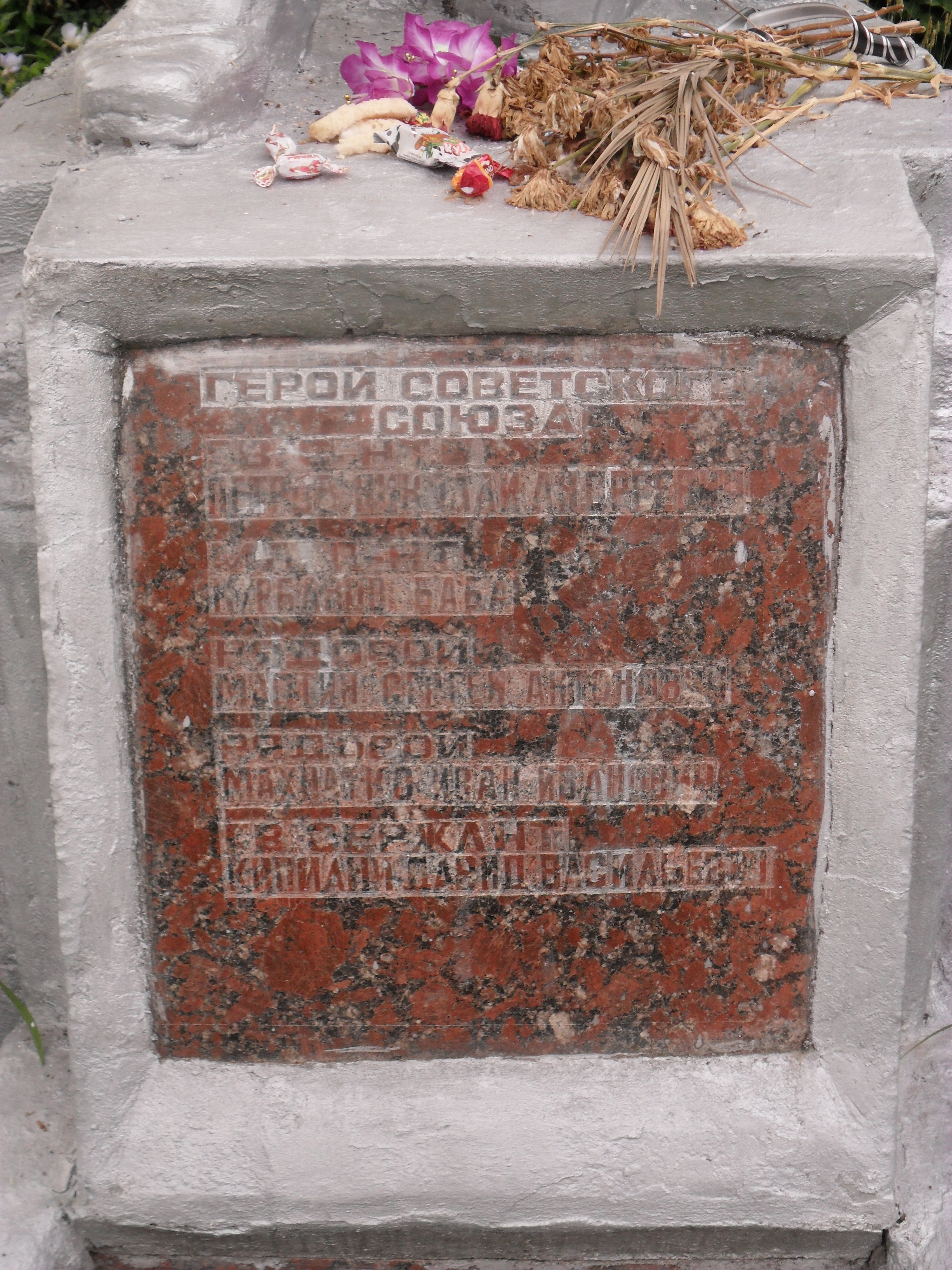
Имя Петрова в списке похороненных.

Николай Андреевич Петров (1914—1943) — участник Великой Отечественной войны, Герой Советского Союза, пулемётчик, гвардии сержант.

## Биография
Николай Андреевич Петров родился в 1914 году в городе Петроград (ныне Санкт-Петербург) в семье рабочего. Русский.
В Красной Армии с 1941 года. На фронтах Великой Отечественной войны с 1942 года. Наводчик ручного пулемёта 25-го гвардейского стрелкового полка (6-я гвардейская стрелковая дивизия, 13-я армия, Центральный фронт) гвардии сержант Николай Петров в ночь на 23 сентября 1943 года первым в батальоне преодолел реку Днепр близ устья реки Припять и пулемётным огнём обеспечил форсирование реки ротой. 29 сентября 1943 года в районе села Плютовище (Чернобыльский район Киевской области) скрытно проник в тыл противника и огнём из пулемёта уничтожил много гитлеровцев.
Погиб в бою 9 октября 1943 года. Был похоронен в братской могиле в селе Залесье Чернобыльского района Киевской области (ныне это зона отчуждения Чернобыльской АЭС, Иванковский район Киевской области Украины).
Указом Президиума Верховного Совета СССР «О присвоении звания Героя Советского Союза генералам, офицерскому, сержантскому и рядовому составу Красной Армии» от 15 января 1944 года за «образцовое выполнение боевых заданий командования по форсированию реки Днепр и проявленные при этом мужество и героизм» гвардии сержант Николай Петров был удостоен высокого звания Героя Советского Союза с вручением ордена Ленина и медали «Золотая Звезда» за номером 3245.
Память
- В городе Чернобыль Герою установлена мемориальная доска.